# Neperigea tapeta
Neperigea tapeta är en fjärilsart som beskrevs av Smith 1900. Neperigea tapeta ingår i släktet Neperigea och familjen nattflyn. Inga underarter finns listade i Catalogue of Life.